# Мотив
Мотив и мотивација су појмови из психологије који представљају чиниоце који подстичу на покретање активности јединке; изазивају одређено понашање, одржавају га и усмеравају ка неком циљу.  Велики део човекових активности и понашања, усмерен је ка извршавању његових намера, остваривању циљева, задовољавању потреба и жеља, подстакнуто свесним и несвесним унутрашњим подстицајима. Све снаге унутар човека које покрећу, усмеравају и одржавају понашање до постизања циља су мотиви. Све доживљаје и понашања који су подстакнути мотивима и усмерени ка остваривању циљева, се зову мотивација. Постоји неколико појмова које психолози разликују.
Мотивација је доживљај жеље или аверзије (желите нешто, или желите да избегнете нешто, или да побегнете од нечег). Као таква, мотивација има објективни аспекат (циљ или ствар којој се тежи) и интерни или субјективни аспект (ви желите дату ствар или желите да је нема). У најмању руку, за мотивацију је потребан биолошки супстрат за физичке осећаје задовољства и бола; животиње могу на тај начин да желе или презиру одређене предмете на бази перцепције осећаја и искуства. Мотивација осим тога укључује способност формирања концепата и резоновања, што омогућава људима да могу да надмаше ово минимално стање, уз много већи распон жеља и аверзија. Овај знатно увећани опсег подржан је способношћу одабира сопствених циљева и вредности, у комбинацији са „временским хоризонтима” за постизање вредности који могу обухватити године, деценије или дуже, и способношћу поновног доживљавања прошлих догађаја. Неки модели придају важност разлици између спољне и интринзичне мотивације, и мотивација је важна тема у раду организационе психологије, административне организације, менаџмента, као и образовања.

## Основни појмови из области мотивације
У свакодневном говору постоје многи термини који се односе на покретање активности, на мотивацију организма. Најопштији појам је мотив. Остали појмови су потреба, нагон, жеља, тежња, намера.
Инстинкт је филогенетски програмиран, урођени образац биолошко сврсисходног понашања.
Потреба је недостатак одређених супстанци у организму и нужност да се оне надокнаде у циљу нормалног функционисања организма и одржавања живота. Смањена количина воде у организму представља органску потребу за водом, а слично је и са глађу. Описана потреба назива се органска или физиолошка потреба, али потреба може бити и психолошка. Постоје две врсте органских потреба; органски вишкови (секс, умор, нагон за пражњењем и мокрењем) које треба елиминисати и органски недостаци (глади и жеђи...) које треба надокнадити.
Нагон је свесно доживљено унутрашње стање напетости изазвано физиолошким потребама које захтева растерећење.
Жеља се јавља када уз потребу и нагон у свести постоји представа привлачног циља који може да задовољи постојећу потребу.
Тежња се у психологији дефинише на различите начине, али најчешће као мотив који није усмерен на одређен, конкретан објекат, као жеља. Неодређена жудња према некој врсти објеката.
Намера је мотивациони појам у вези са вољном радњом и одлуком. О намери се говори када постоје мотив, свесно вољно прихватање тог мотива и постављање циља који треба да се оствари.

## Класификација мотива
Постоји много различитих мотива. Понашање је мотивисано не само потребама, већ и навикама, интересовањима, вредностима, ставовима, емоцијама...
Неких мотива су људи свесни, неких не, самим тим долази до прве поделе на свесне и несвесне мотиве. Несвесни мотиви имају посебну важност у психоанализи, која у њима види главне покретаче човекове активности.
Када је особи стало до нечега и када воли то што ради, психолози говоре о интринзичкој (унутрашњој) мотивацији. Ова врста мотивације за активности које особа проналази награђујућом самој по себи (свирање гитаре, сликање, глума). Насупрот томе, активности које нису саме по себи привлачне, већ воде до неког циља спадају под екстринзичку (спољашњу) мотивацију (дете учи да би га родитељи пустили да гледа цртани касније). Унутрашња и спољашња мотивација имају велику улогу у обављању интелектуалних радњи. Интелектуални рад може бити подстакнут неким спољашњим фактором попут популарности, бољим материјалним статусом, угледом...
Једна од основних подела је на: биолошке, социјалне и личне мотиве.

### Биолошки мотиви
Биолошки или органски мотиви су урођени, засновани углавном на органским потребама и циљ им је преживљавање. Њихово задовољавање је предуслов за опстанак. Продужено лишавање хране, воде, сна, води до трагичних последица. У основи ових мотива јесте хомеостаза, односно оптимално стање равнотеже у организму неопходно за његово нормално функционисање. Када се та равнотежа поремети, долази до потребе или нагона. Циљ тог понашања је успостављање равнотеже и ово је процес који се изнова врти у круг. Поремећај равнотеже понекад изазива доживљај непријатности који гони на активност чији је циљ њено уклањање. Равнотежа се може пореметити и вишком нечега (препуна бешика изазива нагон за мокрењем).
Најважнији органски мотиви су глад, жеђ, потреба за спавањем и сексуални мотив.
Потреба за спавањем се јавља периодично у току дневног циклуса. Спавање је основна потреба организма, једнака храни и води. Спавање је сложено стање и уобичајено траје 7-9 сати, а дужина спавања зависи од узраста особа.
Урођени, органски мотиви се могу задовољити на различите начине и уз помоћ различитих објеката. Начин задовољавања се учи током одрастања и социјализације у одређеној култури. Учење задовољавања биолошких потреба се назива социјализација. Током живота се мењају начини, објекти и ситуације у којима се задовољавају биолошке потребе.

#### Сексуални нагон
Сексуални нагон, иако органски мотив, се сматра мање важним. Он има велику важност за оптимално функционисање организма, а и за опстанак врсте. Тежња за задовољавањем сексуалних потреба је подстакнута физиолошким и хормоналним променама у организму, као и одређеним спољашњим подстицајима. Регулисан је когнитивним и емоционалним чиниоцима, а његов значај и функција разумеју се не само као фактори одржања врсте, већ и као фактори менталног здравља и личног остварења себе.
Сексуални нагон подстиче и усмерава сексуалну активност која може бити различите оријентације: усмерена ка особама супротног пола (хетеросексуална), истог (хомосексуална) и оба (бисексуална) пола. Сексуална оријентација се формира врло рано у животу и није ствар личног избора, нити променљива карактеристика особе. Не може се својевољно постати и престати бити особа одређене сексуалне оријентације (сматра се да гени и хормонски процеси играју веома важну улогу у овоме).
Сексуално понашање јесте ствар избора. Многа истраживања широм света су показали да много младих рано ступа у сексуалне односе. Малолетничка трудноћа, сида и друге сексуално преносиве болести нежељене су последице сексуалног понашања које могу бити отклоњене сексуалним образовањем, информисањем и отвореном комуникацијом.
Људска сексуалност је подстакнута на више начина: привлачношћу друге особе, жељом за физичким задовољством, потребом да се искаже наклоност према некоме, жељом да се отклони сексуална узбуђеност и сл.
Насупрот типичним, а погрешним представама, психолошка истраживања показују да се разлике у сексуалној оријентацији не могу објаснити разликама у раном васпитању или проблематичним породичним односима. Не постоје разлике између хетеросексуалних и хомосексуалних особа у погледу квалитета њихових интерперсоналних или партнерских веза, нити су деца која одрастају уз хомосексуалне родитеље на било који начин оштећена.
Откривене су разлике у једној скупини ћелија у хипоталамусу између хомосексуалаца и хетеросексуалаца. Гени су такође врло значајни. Вероватноћа да су оба близанца хомосексуалне оријентације је већа код једнојајчаних, него код двојајчаних близанаца. Закључак психолога на основу ових и сличних истраживања јесте да мотивација не игра улогу у одређивању сексуалне оријентације.

### Социјални мотиви
Социјализацијом се не учи само како да се задовоље органски мотиви, већ се и развијају нови мотиви које психолози називају социјалним. Социјални мотиви су углавном стечени мотиви који су усмерени на повезаност са другим људима. Настају и задовољавају се у односу са другим људима и покрећу и усмеравају социјално понашање људи. Постоји велики број социјалних мотива, а најважнији су: афилијативни, грегарни и алтруистички мотив. У неким случајевима, социјални мотиви могу бити толико интензивни, да их човек претпостави биолошким мотивима, па тако штрајкује глађу и угрожава своје здравствено стање.
Афилијативни мотив је тежња да се успоставе блиски емотивни односи са другим људима. Порекло овог мотива вероватно лежи у потреби за везаношћу - урођеној потреби детета за физичким контактом са значајним особама које о њему брину. Вероватно је да постоје извесне урођене основе афилијативног мотива, али велику улогу игра и учење.
Грегарни мотив је тежња за припадањем некој групи. Односи се на сродну потребу да се буде заједно са другим људима без обзира што са њима особа нема непосредни контакт. За разлику од афилијативног, односи се на потребу да се припада некој већој групи, а да са њима нема непосредних и блиских веза. Веома је важна основа за друштвени живот људи и сматра се извором припадности већим групацијама попут навијачких група, или нације. Овај мотив би могао бити и један од узрока конформирања, прихватања понашања групе или већине.
Алтруистички мотив је тежња да се несебично помогне другима, без обзира на личну корист и губитке. Ова важност се наглашава током васпитања, развијајући способност да се помогне другима и емпатије.
Ефекат посматрача се јавља у ситуацији када је присутно више људи, појединац се мање осећа одговорним за пружање помоћи.
Мотив борбености представља важан мотивациони чинилац људског понашања. Исказује се у настојању да се заштите лични циљеви и остваре лични интереси. Бити борбен не значи бити нужно агресиван. Циљ мотива борбености јесте да се заштите лични интереси које други угрожавају.

### Лични мотиви
Лични мотиви су стечени мотиви који подстичу на истицање и потврђивање вредности сопствене личности. Најчешће се прави разлика између неколико повезаних личних мотива.
Мотив самопоштовања јесте тежња да се неко потврди као особа, да себи и другима покаже да њено постојање и активности имају смисао и вредност. У зависности од испољавања овог мотива, може се говорити и о мотиву моћи или за доминацијом, тежњи да се има утицај на друге људе и да се утиче на њихово понашање.
Мотив постигнућа је тежња да се постигне нешто што се сматра вредним, да се достигне или надмаши неки за особу значајан критеријум успешности. Циљ овог мотива јесте да се уради нешто што боље. Важан је извор задовољства.
Током одрастања се усваја и одређени скуп правила о томе како би се требало понашати. Морална свест јесу усвојена правила прописаног понашања и представља важан унутрашњи покретач активности.

## Мотивација за рад
Мотивација за рад је веома сложен и комплексан појам којим се људи баве готово од првобитних заједница. Међутим, научни приступ мотивацији као феномену започиње са индустријском револуцијом крајем 18. века, а доживљава кулминацију крајем 20. века. У модерно време се овом феномену придаје велики значај због побољшања ефикасности, ефективности, креативности и уопште квалитета рада, као и хуманизовања услова рада. Због свега тога, део менаџмента је и изналажење начина за мотивацију радника.
Различите области различито дефинишу мотивацију за рад. Психологија је дефинише као унутрашње факторе који покрећу, организују, усмеравају и одређују интензитет и трајање радне активности. Социологија под овим појмом подразумева систем поступака појединаца, односно групе којим се подстичу одређена понашања ради остваривања повољних радних ефеката. Менаџмент тежи да обезбеди да се људи понашају на пожељан начин којим се постижу циљеви организације и задовољавају потребе запослених.

## Масловљева хијерархија мотива
Амерички психолог Абрахам Маслов, створио је хијерархију мотива. Наиме, највиши мотиви упућују на развој, а најнижи на опстанак. Хијерархија мотива је специфичан однос између мотива заснован на њиховој снази и биолошкој важности услед којег постоји законитост у њиховом јављању.
На дну лествице се налазе физиолошке потребе (глад, жеђ, сан...), које су најснажније и имају највећу биолошку важност. Потом следе потреба за сигурношћу (лична егзистенција, материјална сигурност, здравље), потреба за љубављу и припадањем (избегавање усамљености, изолације) и за поштовањем и угледом (самопоштовање, уважавање и прихватање од других особа). На врху лествице се налази потреба за остварењем себе, или самоактуелизација, односно развој сопствених специфично људских могућности и способности.
Постоји одређена законитост у јављању различитих мотива. Све док мотиви на дну лествице нису бар делимично задовољени, не могу се јавити мотиви изнад њих. Ако два мотива нису задовољена, а налазе се на различитим позицијама на лествици, човек ће тежити да задовољи онај који је ниже.

## Херцбергова подела мотива
Фредерик Херцберг дели потребе на оне нижег нивоа и оне вишег нивоа. Према његовој теорији потребе нижег нивоа (тзв. „хигијенске“) су углавном задовољене и права мотивација настаје као последица жеље за задовољењем потреба вишег нивоа. Он такође сматра да традиционално прихваћени фактори мотивације, као што су повећање зараде, побољшани међуљудски односи и добри радни услови када достигну оптималне услове више не утичу на повећање мотивације. Зато су „прави фактори мотивације“ повећање одговорности за планирање, обављање и контролу посла, односно инсистирање на самосталности радника. Такође, он предлаже да где год је то могуће, радник обавља цео посао, а не само поједине операције. На тај начин, посао ће постати изазов, па ће сам рад бити довољна мотивација. У пракси су многе компаније примењивале његове идеје и констатовале повећање продуктивности, а истовремено смањење броја одсуства. И поред успеха који је ова теорија постигла постоје и извесне сумње због различитих реакција међу самим радницима, а и због недостатка доказа да су задовољни радници бољи произвођачи од незадовољних.

## Развој мотива
Беба када дође на свет има одређен број биолошких потреба. Већина њих се не развија постепено, једина која се развија током раста јесте сексуални мотив. У периоду пубертета долази до хормоналних промена и до развоја секундарних полних карактеристика и полног сазревања чија је последица јављање (зрелијег облика) сексуалног мотива и интересовање за сексуалне активности. Сексуални мотив је најснажнији у периоду младости.
Гордон Олпорт је критиковао многа гледишта и развио претпоставку о функционалној анатомији мотива. Наиме, оно што је било средство за постизање одређеног циља, може временом да постане циљ за себе. Неко може да почне да свира гитару да би постао популаран у друштву, али временом може да заволи ту активност и да му свирање гитаре постане мотив сам за себе. Функција, или циљ, понашања постаје независна, аутономна од његове првобитне мотивације и рађа се један нови мотив.
Социјални и лични мотиви се постепено усвајају и развијају. Одрастајући, човек развија нове потребе: да буде у друштву других, да припада, да буде бољи од других. Учење и развој ових мотива је под великим утицајем когнитивног и емоционалног развоја појединца, као и квалитета односа са другим људима у раном детињству.
Не може се говорити о наступању мотива, али је јасно да неки мотиви долазе тек касније у животу (родитељски), док неки имају посебну истакнутост у појединим периодима живота (афилијативни у адолесценцији).

## Мотивација и новац
Новац као фактор мотивације дуго времена није узет у озбиљније разматрање, јер је доминирало становиште да су други фактори мотивације ефикаснији, попут партиципације и постизања задатих циљева. Према Роту новац није мотив, већ подстицај на понашање којим се може обезбедити задовољење великог броја мотива. У истраживањима Лока и сарадника се показало да је утицај новчаног награђивања на продуктивност показао највећи просечан раст од 30% у односу на све друге факторе мотивације. Истраживање упућује да новац није једини мотив, али је свакако испред осталих. Такође, показало се да би систем награђивања био успешан, мора да буде директно у вези са траженим понашањем, да буде спроведен одмах, а не касније и да само награђивање буде доследно.

## Фрустрације и конфликти
Задовољење мотива није увек успешно. Постоје понекад препреке које спречавају задовољење мотива, што доводи до фрустрације. Препреке могу бити спољашње или други људи.
Конфликт се дешава када постоји сукоб између два мотива који делују у различитим смеровима. Услов да би се рекло да постоји конфликт мотива јесте да они буду истог или сличног интензитета и да имају различит смер утицаја. Конфликтне ситуације могу бити различите. Може се радити о избору између нека два јако привлачна мотива, или два јако непривлачна. Могуће је да један исти циљ истовремено и одбија и привлачи особу.
Људи различито реагују на конфликте и фрустрације. Реакције могу бити реалистичке, када особа уложи додатан напор да оствари жељени циљ, и нереалистичке, када акције само привидно доносе олакшање, али не отклањају фрустрацију. Људи се у таквим ситуацијама бране од непријатних стања изазваних фрустрацијом, често кроз различите видове агресивног понашања.
У ситуацијама фрустрације и конфликата најбоље долази до изражаја воља, способност човека да својом активношћу управља. За остварење одређених циљева потребна је воља. Све оне намерне и планске активности у извршавању циљева се називају вољне радње. Оне укључују јављање тежње да се циљ постигне и разрешавање мотива, доношење одлуке о избору мотива или циља за донете одлуке.

## Поремећаји у задовољавању мотива
У задовољавању мотива може доћи до поремећаја. Најчешћи су поремећаји исхране и сексуалне мотивације.
Булимија је патолошка потреба за храном, неконтролисана прождрљивост, праћена осећањем незасите глади. То је поремећај у исхрани код кога се патолошки прекомеран апетит смењује са епизодама пражњења – самоизазване мучнине лаксативима, пилулама за дијету и сл. Булимија обично почиње као врста дијете. Подтипови укључују булимију са пражњењем или без њега или друга неприлагођена компулзивна понашања.
Анорексија је психијатријска дијагноза која описује поремећај у исхрани који карактерише ниска телесна маса и поремећај перцепције тела уз опсесиван страх од гојења. Особе које пате од анорексије телесну масу често контролишу вољним гладовањем, булимијом, повраћањем, прекомерним вежбањем, или контролишу масу другим мерама, као што су таблете за мршављење или диуретици.
Неке поремећаје сексуалне мотивације карактерише одстуство или губитак сексуалне енергије, немогућност да се доживи сексуално узбуђење, одбојност према ступању у сексуални однос и сл.